# Sclerocrana
Sclerocrana es un género de hongos en la familia Sclerotiniaceae. Es un género monotípico, contiene la especie Sclerocrana atra.